# Jon Spencer Blues Explosion
Jon Spencer Blues Explosion, connu aussi sous les noms de The Jon Spencer Blues Explosion, Blues Explosion, JSBX ou JSBE, est un groupe de rock indépendant américain, originaire de New York. Il est composé de Jon Spencer (chant, guitare), Judah Bauer (guitare, chant) et Russell Simins (batterie).
Le groupe tire ses influences du blues, du rock-garage, du punk, du rhythm and blues, du noise rock et aussi parfois du hip-hop et de l'electro. Malgré le nom du groupe, Jon Spencer se défend de jouer du blues. « I don't play no blues, I play Rock'n'Roll » clame-t-il sur le titre Talk About The Blues.

## Biographie
Originaire d’Hanover dans le New Hampshire, Jon Spencer se rend à Washington DC où il joue avec Pussy Galore. Après la séparation de ce groupe, il forme The Jon Spencer Blues Explosion en 1990 à New York. Les membres jouaient dans des groupes tels que The Honeymoon Killers, Crowbar Massage, et Boss Hog avant la formation du Blues Explosion. Ils signent rapidement un contrat avec Matador Records.
À l’occasion d’une tournée en juillet 1999, le camion du groupe est cambriolé à Vancouver, Canada. Une grande quantité de caisses est volée, contenant plusieurs microphones, des amplis, des compresseurs, et d’autres équipements, tel que le theremin Moog de Jon Spencer, un modèle original de 1962.
Avec la sortie de l’album Damage en 2004, le groupe raccourcit son nom en Blues Explosion. Parallèlement, Jon Spencer a sorti un album avec Matt Verta-Ray (du groupe Speedball Baby) en 2005 sous le nom de Heavy Trash, beaucoup plus Rockabilly. Il officie aussi avec  Pussy Galore et Boss Hog où joue sa femme Christina, tandis que sa sœur joue dans BRASSY. Quant à Judah Bauer, il exerce dans le groupe de blues Twenty Miles. Russell Simins a sorti un album solo.
Le groupe a collaboré avec le bluesman R. L. Burnside sur l'album A Ass Pocket of Whiskey (1996) et Mr. Wizard (1997), faisant connaître aux jeunes générations ce papy du blues décédé en 2005. Le groupe a également travaillé avec Andre Williams, crédité comme producteur exécutif sur Acme. Le groupe officia aussi avec le Dub Narcotic Sound System, mélange de groove à la blues explosion croisé au dub.
Le 17 septembre 2012, le groupe revient avec un nouvel album studio, Meat and Bone et reprend son nom complet.

## Discographie
- A Reverse Willie Horton (1991)
- Jon Spencer Blues Explosion (1992, produit par Steve Albini)
- Crypt Style (1992)
- Mo' Width [LP Australie] (1993)
- Extra Width (1993)
- Orange (1994)
- Experimental Remixes (EP) (1995) [avec des remixes par UNKLE, Moby, Mike D et Beck, GZA, Dub Narcotic et d'autres
- Now I Got Worry (1996)
- Controversial Negro: Live in Tucson (1997)
- ACME (1998, produit par Steve Albini)
- Acme Plus (UK) (1999)
- Xtra Acme USA (1999, produit par Steve Albini)
- Sideways Soul: Dub Narcotic Sound System Meets the Jon Spencer Blues Explosion in a Dancehall Style (1999) [avec Dub Narcotic Sound System]
- Plastic Fang (2002, produit par Steve Albini)
- Damage (2004), sous le nom Blues Explosion; avec les voix de Martina Topley-Bird et Chuck D et produit par Steve Jordan, Jay Braun, Dan the Automator, David Holmes & DJ Shadow.
- Jukebox explosion rockin' mid 90's punkers  (compilation)  (2007) In the red records.
- Dirty Shirt Rock 'N' Roll: The First Ten Years (compilation) (2010)
- Year One (réédition des trois premiers albums + singles) (2010)
- Meat and Bone (2012)
- Freedom Tower: No Wave Dance Party 2015 (2015)